# Tomasz Krzemiński
Tomasz Krzemiński – polski historyk, profesor w Instytucie Historii Polskiej Akademii Nauk.

## Życiorys
Studia magisterskie ukończył na Uniwersytecie Mikołaja Kopernika w Toruniu.
Stopień doktora nauk humanistycznych uzyskał w 2007 na podstawie dysertacji pt. Polityk dwóch epok. Wiktor Kulerski (1865-1935), pomorski działacz narodowy i społeczny doby zaborów oraz odrodzonej Rzeczypospolitej (promotor: prof. dr hab. Szczepan Wierzchosławski), a stopień doktora habilitowanego nauk humanistycznych w 2018 na podstawie rozprawy pt. Codzienność mniejszych miast Pomorza Nadwiślanego końca XIX i pierwszych dziesięcioleci XX wieku. Zmiany warunków materialnych i przeobrażenia obyczajowości.
Od 2001 pracuje w Pracowni Historii Pomorza i Krajów Bałtyckich Instytutu Historii PAN, od 2018 na stanowisku profesora. Jego zainteresowania badawcze obejmują historię społeczną XIX i pierwszej połowy XX wieku, ze szczególnym uwzględnieniem dziejów zachodnich ziem Polski (Pomorza, Kujaw, Wielkopolski) oraz historii prasy pomorskiej.

## Wybrane publikacje
- Codzienność mniejszych miast Pomorza Nadwiślańskiego końca XIX i pierwszych dziesięcioleci XX wieku. Zmiany warunków materialnych i przeobrażenia obyczajowości, 2017, ISBN 978-83-63352-94-3.
- Polityk dwóch epok. Wiktor Kulerski (1865–1935), 2008, ISBN 978-83-61487-00-5[3]